# Hovanuncia bidentata
Hovanuncia bidentata is een hooiwagen uit de familie Triaenonychidae.